# Franklin (Ohio)
Franklin és una població dels Estats Units a l'estat d'Ohio. Segons el cens del 1999 (2000) tenia 11.396 habitants.

## Demografia
Segons el cens del 2000, Franklin tenia 11.396 habitants, 4.553 habitatges, i 3.155 famílies. La densitat de població era de 483 habitants per km².
Cap de les famílies estaven per davall del llindar de pobresa.

## Poblacions més properes
El següent diagrama mostra les poblacions més properes.